# 杨瑞球旧宅
杨瑞球旧宅位于中国浙江省江山市廿八都镇浔里街41号，是一处江山市文物保护单位。
2000年6月21日，杨瑞球旧宅公布为第四批江山市文物保护单位。